# 韩寨乡
韩寨乡，是中华人民共和国河南省驻马店市上蔡县下辖的一个乡镇级行政单位。

## 行政区划
韩寨乡下辖以下地区：
张市店村、康湖村、新石桥村、何庄村、前陈村、耿陈村、郭庄村、义公村、任集村、贾寨村、庄湖村、张集村、大骆村、徐楼村和邱路口村。